# Potentilla nivea
Potentilla nivea là loài thực vật có hoa trong họ Hoa hồng. Loài này được L. miêu tả khoa học đầu tiên năm 1753.

## Hình ảnh

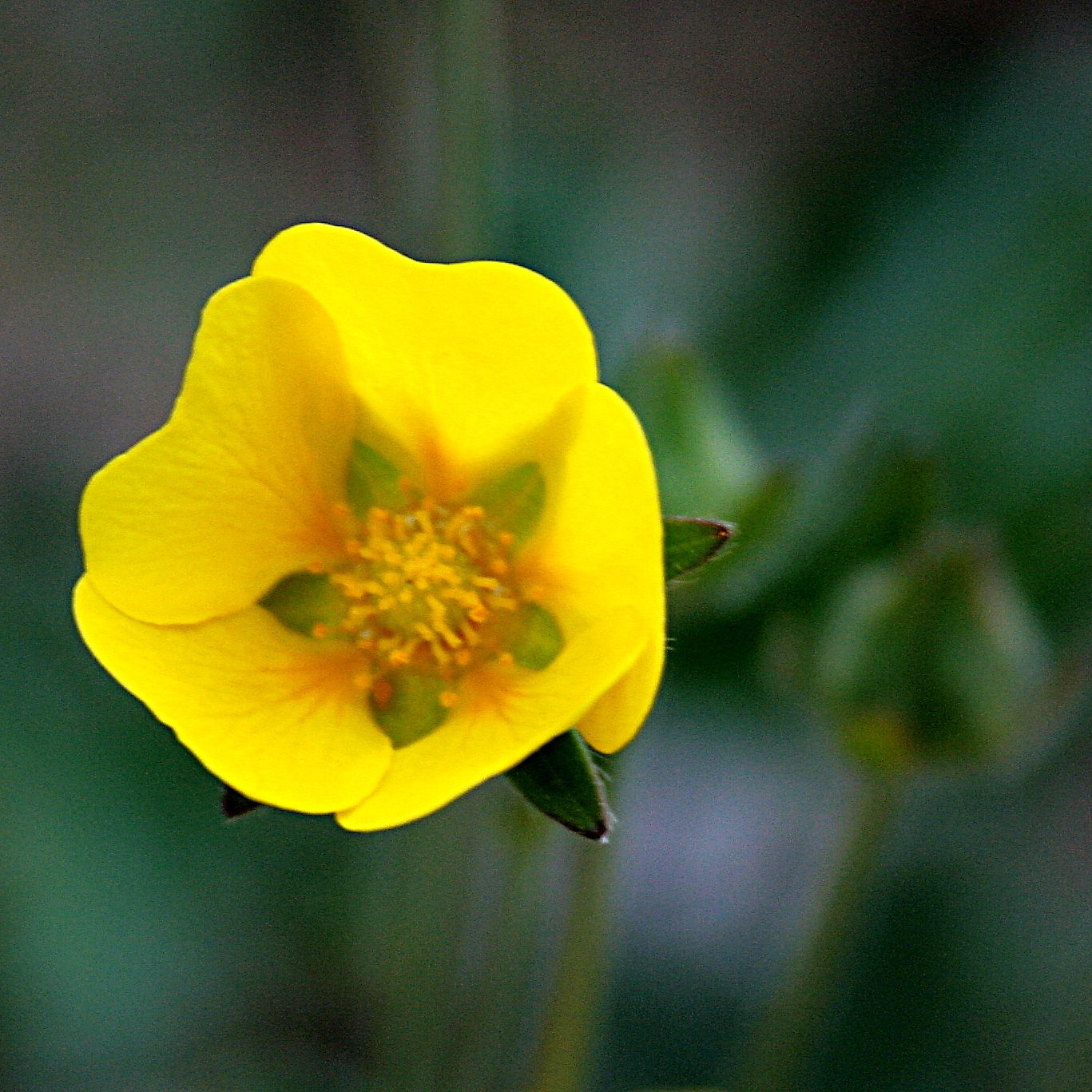
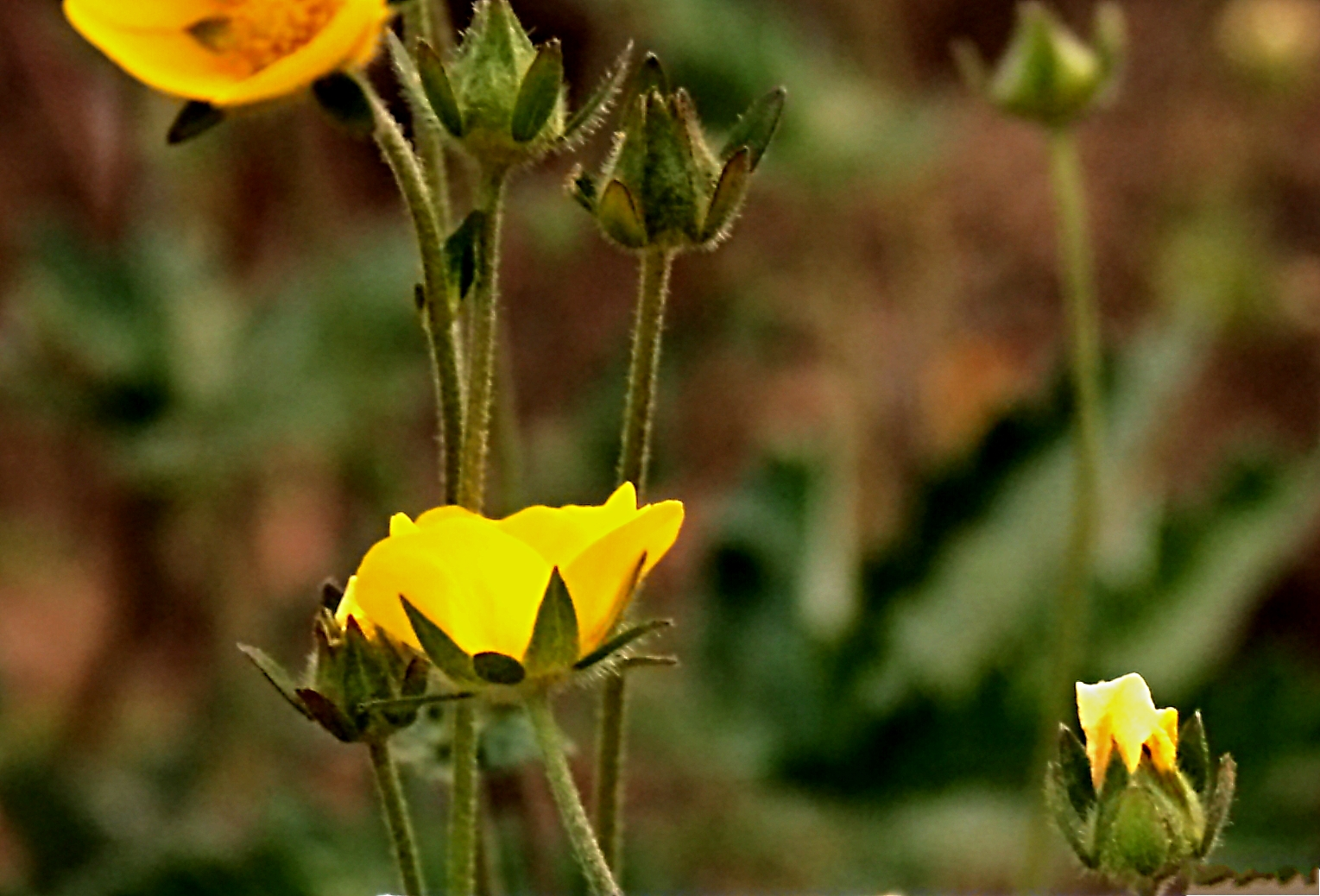